# Liste des gares de Moselle

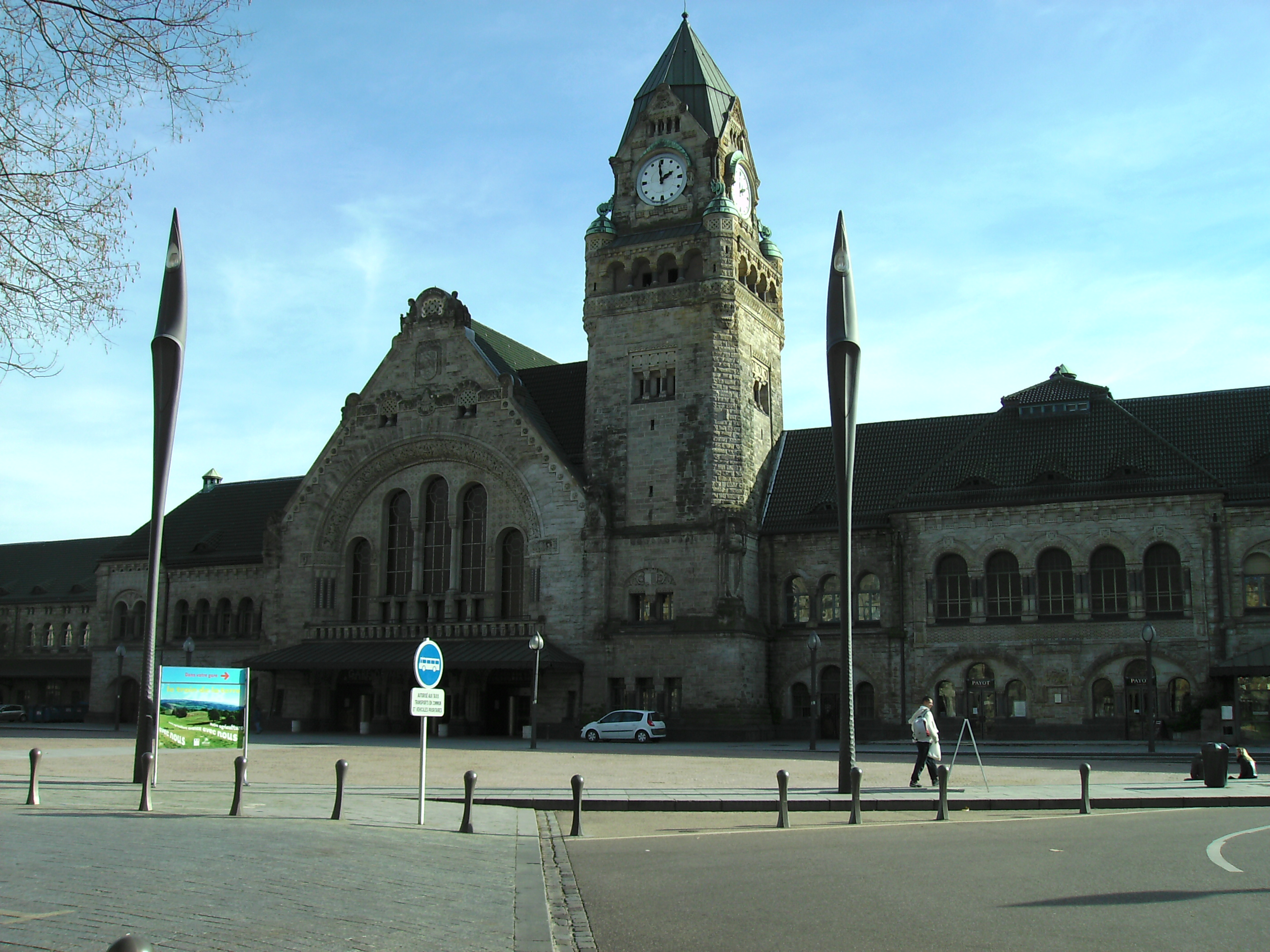
La gare de Metz-Ville.

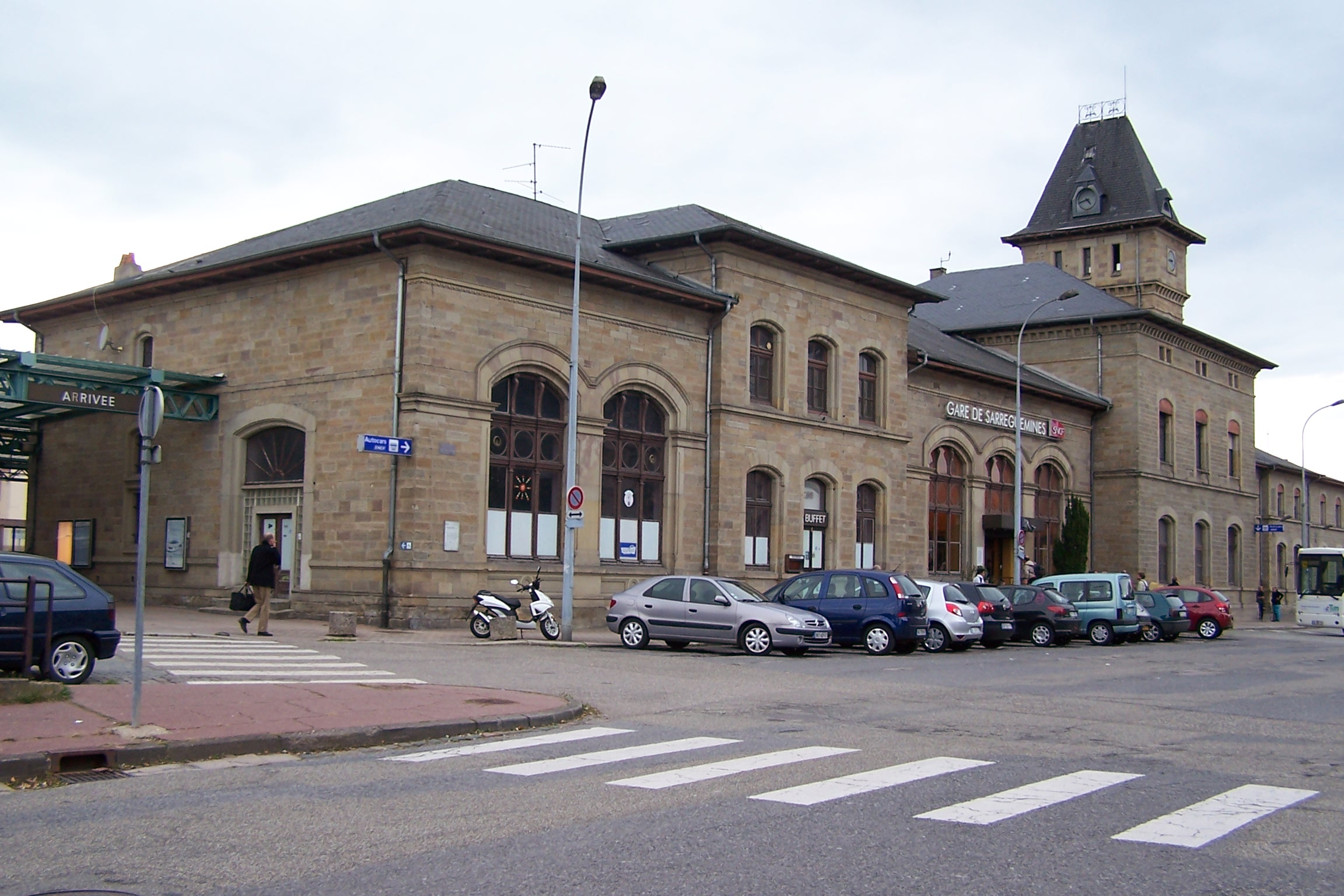
La gare de Sarreguemines.

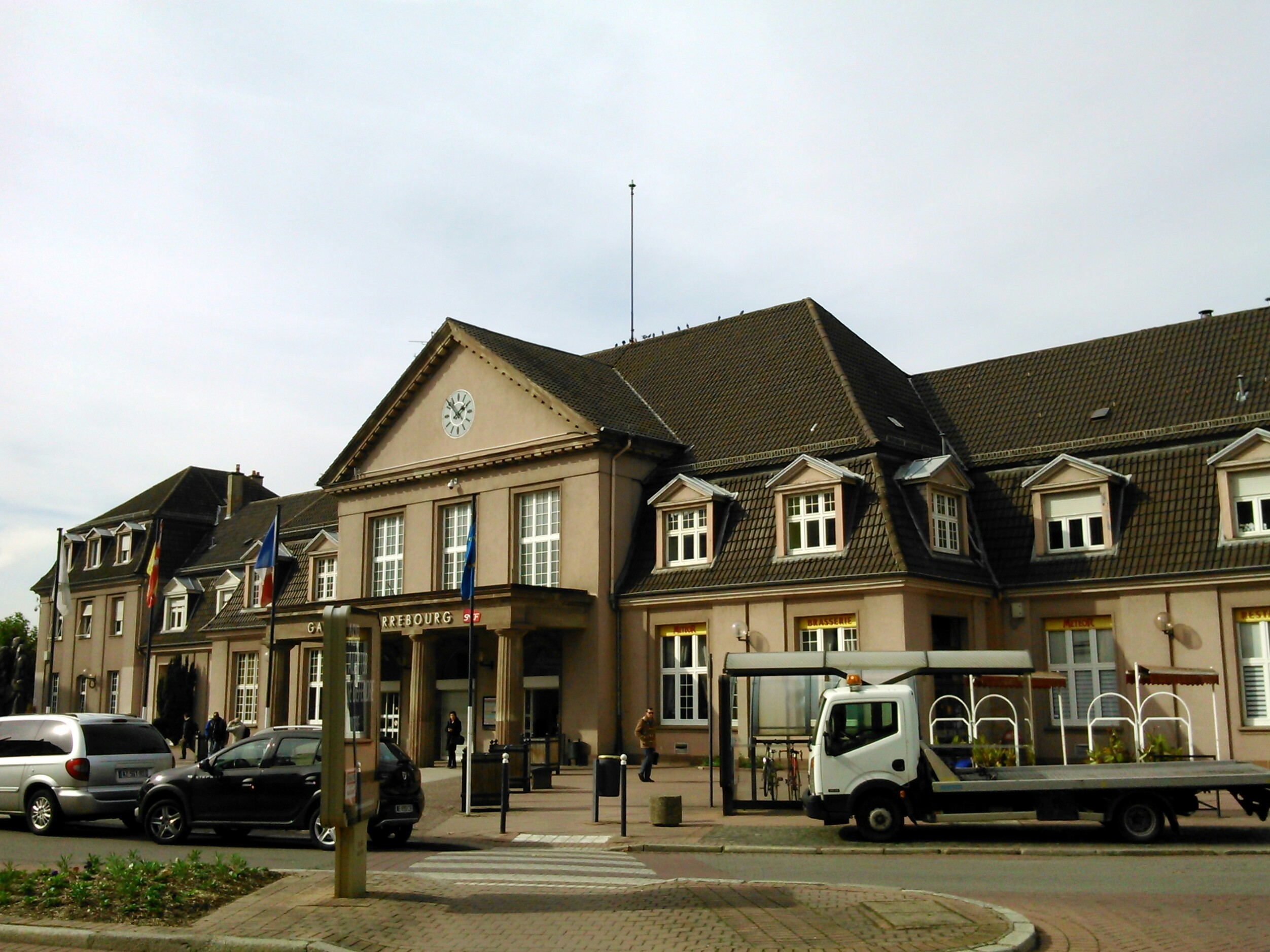
La gare de Sarrebourg.

La liste des gares de Moselle, est une liste des gares ferroviaires, haltes ou arrêts, situées en Moselle.
Liste exhaustive pour les gares ouvertes au service des voyageurs, et limitée à celles ayant un article pour les gares fermées.

## Gares ferroviaires des lignes du réseau national

### Gares ouvertes au trafic voyageurs
Liste des gares ouvertes au service des voyageurs : celles de la Société nationale des chemins de fer français (SNCF) et notamment du réseau TER Lorraine et deux gares desservies uniquement par la Société nationale des chemins de fer luxembourgeois (CFL).
- Gare d'Ancy-sur-Moselle
- Gare d'Apach
- Gare d'Ars-sur-Moselle
- Gare d'Audun-le-Tiche[2]
- Gare de Basse-Ham
- Gare de Bénestroff
- Gare de Béning
- Gare de Berthelming
- Gare de Courcelles-sur-Nied
- Gare de Farébersviller
- Gare de Farschviller
- Gare de Faulquemont
- Gare de Forbach
- Gare de Gandrange - Amnéville
- Gare de Hagondange
- Gare de Hayange
- Gare d'Herny
- Gare de Hettange-Grande
- Gare de Hombourg-Haut
- Gare de Hundling
- Gare de Kalhausen
- Gare de Kœnigsmacker
- Gare de Lorraine TGV
- Gare de Lutzelbourg
- Gare de Maizières-lès-Metz
- Gare de Malling
- Gare de Metz-Nord
- Gare de Metz-Ville
- Gare de Morhange
- Gare de Moyeuvre-Grande
- Gare de Novéant
- Gare d'Onville
- Gare de Peltre
- Gare de Réding
- Gare de Rémilly
- Gare de Rombas - Clouange
- Gare de Saint-Avold
- Gare de Sanry-sur-Nied
- Gare de Sarrebourg
- Gare de Sarreguemines
- Gare de Sierck-les-Bains
- Gare de Teting
- Gare de Thionville
- Gare d'Uckange
- Gare de Volmerange-les-Mines[3]
- Gare de Walygator-Parc
- Gare de Woippy

### Gares ouvertes uniquement au trafic marchandises
- Gare de Creutzwald
- Gare de Héming
- Gare de Metz-Chambière
- Gare de Metz-devant-les-Ponts
- Gare de Metz-Sablon
- Gare de Sarrebourg-Marchandises
- Gare de triage de Woippy

### Gares fermées à tout trafic: situées sur une ligne en service
- Gare d'Arzviller
- Gare d'Anzeling
- Gare de Bouzonville
- Gare de Diebling
- Gare de Distroff
- Gare d'Ébersviller
- Gare de Freistroff
- Gare de Gondrexange
- Gare de Hargarten - Falck
- Gare de Hombourg-Budange
- Gare de Kédange
- Gare de Kuntzig
- Gare de L'Hôpital (Moselle)
- Gare de L'Hôpital-Puits-Neuf
- Gare de Merlebach-Freyming
- Gare de Metzervisse
- Gare de Nouvel-Avricourt
- Gare d'Oberstinzel
- Gare de Réchicourt-le-Château
- Gare de Rémelfing
- Gare de Sarreinsming
- Gare de Schalbach
- Gare de Wittring
- Gare de Yutz
- Gare de Zetting

### Gares détruites: situées sur une ligne en service
- Gare de Baudrecourt
- Gare de Brettnach
- Gare de Carling
- Gare de Lesse
- Gare de Metz-Marchandises
- Gare de Mittersheim
- Gare de Rodalbe - Bermering
- Gare de Sarraltroff
- Ancienne gare de Sarrebourg

### Gares fermées à tout trafic: situées sur une ligne fermée, inexploitée ou déposée
- Gare d'Abreschviller
- Gare d'Audun-le-Tiche-Mont
- Gare d'Aumetz
- Gare de Bannstein
- Gare de Barville-Bas
- Gare de Boulange
- Gare de Bitche
- Gare de Bitche-Camp
- Gare de Dieuze
- Gare d'Éguelshardt
- Gare d'Enchenberg
- Gare de Fénétrange
- Gare de Hartzviller
- Gare de Hesse
- Halte d'Imling
- Gare de La Forge
- Gare de Lemberg
- Gare de Léning
- Gare de Lorquin
- Gare de Meisenthal
- Ancienne gare de Metz
- Gare de Niederstinzel
- Gare de Nitting
- Gare de Petit-Réderching
- Gare de Philippsbourg
- Gare de Rech
- Gare de Rohrbach-lès-Bitche
- Gare de Saint-Louis-lès-Bitche
- Gare de Sarralbe
- Gare de Soucht
- Gare de Vallérysthal-Troisfontaines
- Gare de Vasperviller - Saint-Quirin
- Gare de Wœlfling-lès-Sarreguemines

## Voie étroite

### Gares fermées
- Gare de Berling
- Gare de Graufthal
- Halte de Lutzelbourg-village
- Gare de Phalsbourg
- Gare de Phalsbourg-Maisons-Rouges
- Gare de Vilsberg